# Historische Landschaften Finnlands

Historische Landschaften Finnlands
(die Grenzen gegenwärtiger Landschaften in Gelb)

Als historische Landschaften Finnlands werden diejenigen historischen Provinzen Schwedens bezeichnet, die sich heute im unabhängigen Finnland befinden.
Bis 1634 stellten die Landschaften Verwaltungseinheiten des Königreichs Schweden dar. Da Finnland zu dieser Zeit keine Eigenstaatlichkeit besaß, ist die Bezeichnung „historische Provinzen Finnlands“ irreführend.
Nach der 1634 durchgeführten Verwaltungsreform und der Neugliederung des Reiches in län hatten die Landschaften zwar keine politische Funktion mehr, haben in Finnland aber große Bedeutung für die regionale Identität.
Der offizielle schwedische Begriff – Finnisch war während der schwedischen Herrschaft zu keiner Zeit Amtssprache – für die bis 1634 bestehenden Provinzen ist landskap, meist als „Landschaft“ ins Deutsche übersetzt. Im Finnischen ist die Bezeichnung maakunta (Plural maakunnat) üblich. Die historisch besetzten Begriffe maakunta/landskap wurden bei der finnischen Verwaltungsreform von 1997 wiederbelebt und waren bis zu deren Abschaffung 2010 den Lääni untergeordnet.
| Wappen | Landschaft      | Finnisch        | Schwedisch        |
| ------ | --------------- | --------------- | ----------------- |
|        | Häme            | Häme            | Tavastland        |
|        | Karelien        | Karjala         | Karelen           |
|        | Lappland        | Lappi           | Lappland          |
|        | Satakunta       | Satakunta       | Satakunda         |
|        | Savo            | Savo            | Savolax           |
|        | Uusimaa         | Uusimaa         | Nyland            |
|        | Varsinais-Suomi | Varsinais-Suomi | Egentliga Finland |
|        | Åland           | Ahvenanmaa      | Åland             |
|        | Österbotten     | Pohjanmaa       | Österbotten       |